# لیف رولین
لیف رولین (انگلیسی: Leif Rohlin؛ زادهٔ ۲۶ فوریهٔ ۱۹۶۸) بازیکن هاکی روی یخ اهل سوئد بود.
از باشگاه‌هایی که در آن بازی کرده‌است می‌توان به ونکوور کناکز اشاره کرد.